# Nicolas Fernandes
Nicolas Fernandes (* 7. Januar 1988 in Metz) ist ein ehemaliger französischer Fußballspieler.

## Karriere
Fernandes spielte bis 2007 im Nachwuchs- und Reservebereich des FC Metz, bevor er 2008 zum FCO Dijon in die Ligue 2 wechselte. Dort kam er im Verlauf der Saison 2008/09 zu je einem Einsatz in der Liga, dem Pokal und dem Ligapokalwettbewerb. In der Saison 2009/10 spielte Fernandes in der Regionalliga West für den SV Eintracht Trier 05, bevor er ein Jahr später zum Ligakonkurrenten SV Elversberg wechselte. Nach Stationen bei CSO Amnéville, F91 Düdelingen und RFC Union Luxemburg spielte Fernandes acht Spielzeiten für UN Käerjéng 97 und beendete dort auch 2023 seine aktive Laufbahn.

## Erfolge
- Rheinlandpokalsieger: 2010
- Luxemburgischer Meister: 2014